# Juan Isidro Jimenes Pereyra
Juan Isidro Jimenes Pereyra (15 de novembro de 1846 - 9 de maio de 1919) foi um político dominicano; atuou como presidente da República Dominicana entre 15 de novembro de 1899 e 2 de maio de 1902, e novamente entre 5 de dezembro de 1914 e 7 de maio de 1916.
Tornou-se presidente da República após a morte de Ulysses Heureaux, tentou resolver a enorme dívida pública assinando acordos com os credores europeus em 1899 e com os estadunidenses em 1900. Derrubado pelo general Horacio Vásquez, foi novamente eleito presidente em 1914. Em 1916, foi forçado a renunciar pelo presidente Woodrow Wilson.
Jimenez foi um dos principais líderes de Los Bolos, Partido Vermelho ou Jimenistas, contra a Los Coludos ou Horacistas, liderado por Horacio Vásquez. 
Está enterrado na Catedral de Santa María la Menor.